# Маккенн, Дженнифер
Дженнифер Маккенн (англ. Jennifer McCann, родилась 1 марта 1960 в Твинбруке, Белфаст) — североирландский политик, депутат Ассамблеи Северной Ирландии от Западного Белфаста и партии Шинн Фейн с 2007 года.

## Биография
Родилась в Белфасте, в районе Твинбрук. С детства дружила с Бобби Сэндсом и Бернадетт Сэндс-Маккевитт. Вступила в республиканское движение ещё в школьном возрасте, сначала став членом Совета ирландских женщин, а в возрасте 17 лет войдя в ряды Ирландской республиканской армии («временного» крыла). В возрасте 20 лет Дженнифер была арестована за покушение на убийство офицера Королевской полиции Ольстера и приговорена к 20 годам лишения свободы. Отсидев 10 лет, она была освобождена, став работать в департаменте партии Шинн Фейн по делам женщин и осуждённых. Стала автором ряда проектов, в том числе центрального комитета округа Салли Гарденс, проекта «Безопасное соседство», фестиваля округа Колин и совета по борьбе против наркотиков округа Фоллз. Состоит в браке с бывшим повстанцем ИРА и заключённым Рэбом Керром, есть трое детей.